# Chiquito de la Calzada

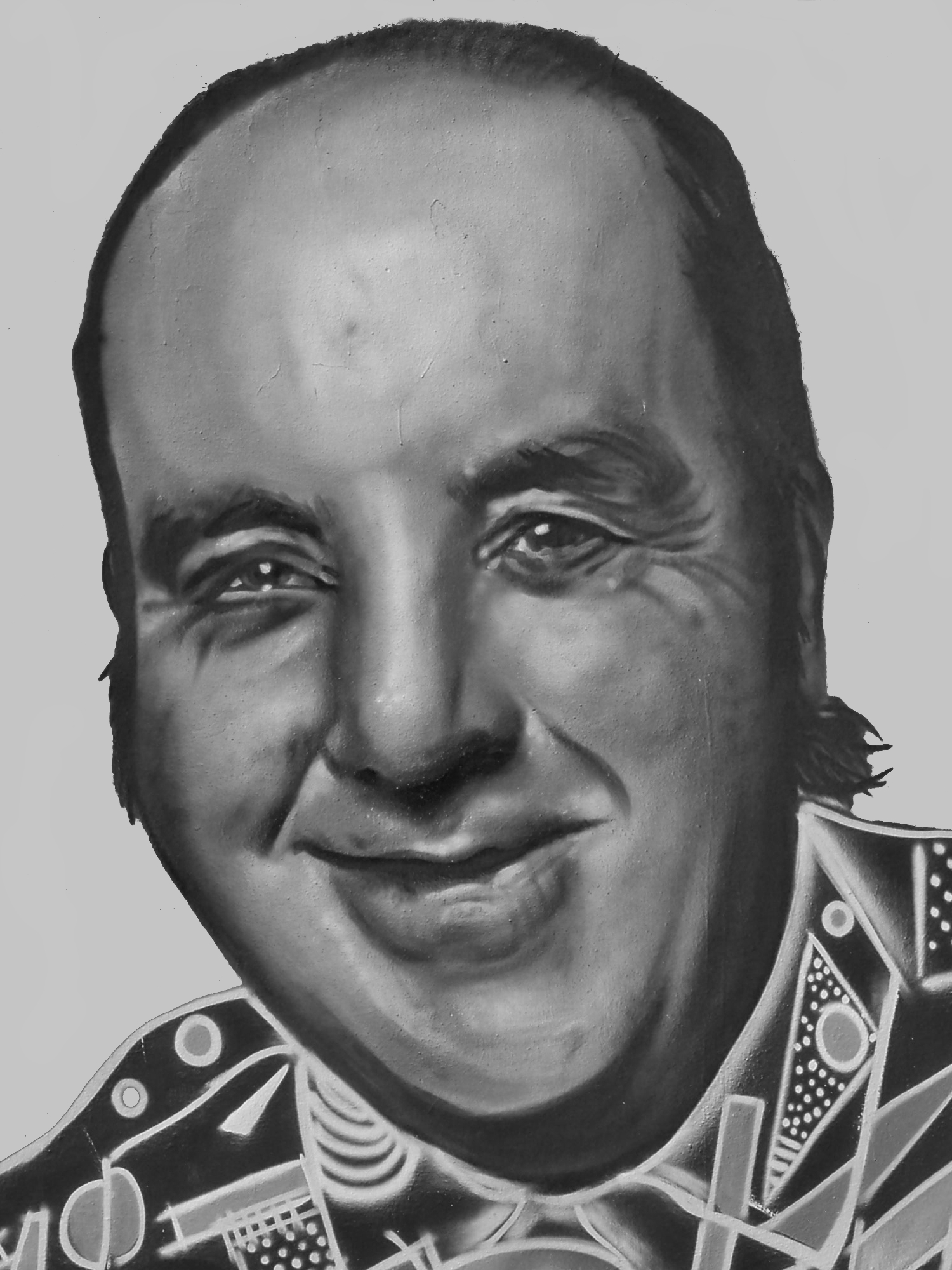
Chiquito de la Calzada

Gregorio Esteban Sánchez Fernández alias Chiquito de la Calzada (Málaga, 28 mei 1932 - aldaar, 11 november 2017) was een Spaanse flamencozanger en komiek.
Zijn carrière als zanger begon als een kind en hij werkte in verschillende theaters en auditoria in Spanje en Japan.
Hij werd in de jaren 90 bekend door Genio y figura (Antena 3, 1994).

## Filmografie
- 1996: Aquí llega Condemor (el pecador de la pradera)
- 1997: Brácula: Condemor II
- 1998: Señor alcalde
- 1998: Papá Piquillo
- 2002: El oro de Moscú
- 2003: Franky Banderas
- 2009: Spanish Movie